# Sky Sports Radio
Sky Sports Radio (anteriormente 2KY) é uma estação de rádio comercial, com sede em Sydney, transmitindo por toda a Nova Gales do Sul e Canberra em uma rede que integra mais de 140 transmissores da narrowcast, assim como a principal frequência 1.017 AM em Sydney.

## História
A 2KY foi fundada por Emil Voigt, sob a posse do Conselho do Trabalho de Nova Gales do Sul com o objetivo de transmitir entretenimento musical, notícias, clima, relatórios de mercado, debates públicos e questões de valor educativo e radiodifusão. Transmissões noturnas de trote começaram em 1949, com corridas de galgos. Na década de 1960, a estação assumiu o comentário de corridas de cavalos da 2GB.
Em 1992, a estação começou estabelecer uma rede estadual de transmissores de relé narrowcast. A 2KY foi uma das estações pioneiras em Radiodifusão Sonora Digital na Austrália. Em 2001, a estação foi adquirida pela Sky Channel Pty Ltd.

## Atual
Recentemente, a Sky Channel Pty Ltd e a 2KY foram adquiridos pelo NSW TAB que, por sua vez, foi adquirida pela Tabcorp.

## Programação
O Serviço Nacional de Corrida, na 2KY, transmite cada reunião TAB em toda a Austrália, bem como faz a cobertura de reuniões de corrida na Nova Zelândia e em Hong Kong e, em menor grau, nos Estados Unidos e Reino Unido. Embora corrida seja a principal atração na 2KY, outros esportes são destaques no Big Sports Breakfast, que apresenta uma variedade de esportes nacionais e internacionais a cada dia da semana. Outros programas abrangem Rugby League, futebol e pesca.

## Big Sports Breakfast
O Big Breakfast Sports é apresentado por Terry Kennedy e o ex-jogador de críquete australiano, Michael Slater. Slater estreou no início de 2008, substituindo Richard Freedman após 7 anos no show.[carece de fontes?]
Os comentaristas do programa:
- Rod Gallegos: Chefe da equipe da Sky Racing Channel (Cavalo) e Gerente de Programa da Sky Sports Rádio
- Andrew Paschalidis: 2KY Football (Futebol)
- Andrew Bensley: Racing Sky Channel (Cavalo)
- Josh Massoud: NRL
- Stuart Clark: Críquete
- Michael Christian e Angela Pippos: Radio 927 (RSN Racing & Sport)
- Dick Fain (KJR Seattle): comentarista de esporte estadunisense
- Glenn Munsie: TAB sportsbet
- Denis Fitzgerald: ex-CEO da Parramatta Eels
- Brett Ogle: Golfe